# Stellar Kart
Stellar Kart é uma banda de estilo pop punk, punk rock cristão (christian pop punk) de Phoenix, estado do Arizona, Estados Unidos.

## História
O nome da banda provém do trabalho com crianças em acampamentos jovens. O seu nome é muitas vezes abreviado em SK, como visto nos vídeos da banda "Activate" e "Life Is Good". A banda foi entrevistada em vários programas de televisão, incluindo TMW e The Zone. Stellar Kart também apareceu no final da temporada de The Most Logan.
A banda assinou contrato com a INO Records e lançou seu primeiro álbum, All Gas. No Brake em fevereiro de 2005. Alguns dos singles do seu primeiro ,incluindo "Finish Last" e "Life Is Good" foram tocadas nas rádios cristãs como Air 1. Seu Segundo Álbum "We Can't Stand Sitting Down" foi lançado em 25 de Julho de 2006. O primeiro single do álbum, Me and Jesus foi hit nº 1 por 7 semanas na Hot Songs Christias e ganhou o Dove Award 2007 de "Melhor Música de Rock Contemporâneo".
O terceiro álbum da banda, Expect the Impossible, foi lançado em 26 de fevereiro de 2008. Seu novo álbum intitulado Everything Is Different Now, foi oficialmente lançado em novembro de 2009.
Stellar Kart já cantou com bandas como Kutless no Strong Tower Tour e News Boys no Go Tour. A primeira turnê da banda começou em 1 de dezembro de 2006, e foi chamada de Punk The Halls Tour. Correu Tudo tão bem nessa turnê que eles decidiram fazer o Punk The Halls Tour anualmente. Stellar Kart realizou shows no Onefest e no Creation 2007. Recentemente a banda participou de um circuito de shows em Mitchel, Dakota do Sul com as bandas The Switch e Remedy Drive. Em 9 de junho de 2007, Stellar Kart fez o seu primeiro concerto internacional o E.O. Youth Day (Dia da Juventude) na Holanda, com platéia de 35.000 fãs. No início de 2008, começou o Expect the Impossible Tour, esta foi sua primeira turnê que não foi para férias. Recentemente eles se apresentaram no Palco Fringe no Creation 2008. Stellar Kart também foi convidado para o "Rock What Got Tour" em 2008.
Em 2009, o guitarrista Cody Pellerin, que estivera com a banda por 6 anos, anunciou a sua saída. O motivo foi de os shows e turnês do grupo estarem afastando o guitarrista de sua família. Nick Baumhardt o substituiu.

## Membros
- Adam Agee; vocal e guitarra
- Nick Baumhardt; guitarra
- Jeremi Hough; bateria
- Aleigh Shields; baixo e back-vocal

### Ex-membros
- Cody Pellerin; guitarra
- Jon Howard; guitarra
- Jordan Messer; bateria
- Brian Calcara; baixo

## Álbuns
| Ano                     | Título                                 | Gravadora    |
| 15 de fevereiro de 2005 | All Gas. No Brake                      | Word Records |
| 25 de julho de 2006     | We Can't Stand Sitting Down            | Word Records |
| 26 de fevereiro de 2008 | Expect the Impossible                  | Word Records |
| 21 de abril de 2009     | Life Is Good: The Best of Stellar Kart | Word Records |
| 9 de março de 2010      | Everything Is Different Now            | Ino Records  |

## Principais músicas
A banda possui alguns hits de muito sucesso que são tocados com frequência nas estações de rádios cristãs americanas como:
"Spending Time", "Finish Last", "Life Is Good", "Me and Jesus", "Activate", "Hold On",
"I Wanna Live", "Jesus Loves You", "Shine Like The Stars" e o principal sucesso que é a música "Livin' On A Prayer"
(que na verdade foi composta por Desmond Child, Jon Bon Jovi e Richie Sambora, os dois últimos: integrantes da banda Bon Jovi, banda veterana de grande sucesso no mundo inteiro e responsável pela composição e reprodução de vários hits).

## Clipes
- Student Driver
- Life Is Good
- Activate
- Innocent
- Me and Jesus
- All in (apologize)
- Criminals and Kings